# 吉田早希 (グラビアアイドル)
吉田 早希（よしだ さき、1988年6月7日 - ）は、日本のグラビアアイドル。愛称は、吉田山。東京都出身。PPエンタープライズ所属。過去の所属はルノンプロモーション（2012年に倒産）、アヴィラ（三井涼子名義）、G.P.R（現ジースター・プロ）。

## 略歴・人物
渋谷駅でスカウトされ、芸能界デビュー。当初の芸名は小野 彩香だが、後に現在の芸名に改名し、90cmFカップのバストを武器に各雑誌グラビアで活躍するようになる。アヴィラ所属時の芸名は三井 涼子だったが、G.P.Rに所属するに当たって再び戻した。2014年8月現在、デビュー当時はFカップだったバストがHカップにまで成長し、「世界に誇る日本の名峰、吉田山」をキャッチフレーズにしている。
同じく90cmバスト高校生としてグラビアで活躍した樋口真未は、学校の同級生である。
2005年5月より2007年6月まで、格闘技興行ZSTのマスコット「ZSTガール」として、ラウンドガールやプレゼンテーターを担当していた。
2006年、深夜アニメ『レモンエンジェル』の実写版となるオリジナルビデオ『レモンエンジェル 実写版』にて、本格的な女優業に挑戦する。
趣味はショッピング、音楽鑑賞、パソコン、インターネット。特技は茶道。兄が2人いる。
一時期芸能人女子フットサルチーム「chakuchaku J.b」に所属していた。
2014年1月からは、「グラドル自画撮り部・副部長」と称し、Twitter（現・X）上で自らの写真を頻繁にアップロードしていく活動を始める。
2014年発売の「月刊アイドル横丁新聞あるあるCity瓦版」7月号から、編集長を務める。
2014年8月10日に開催された東京グラドルフェスティバル Vol.0にてヘッドマウントディスプレイ「Oculus Rift」のデモが行われ、デモ映像のモデルとして登場する。

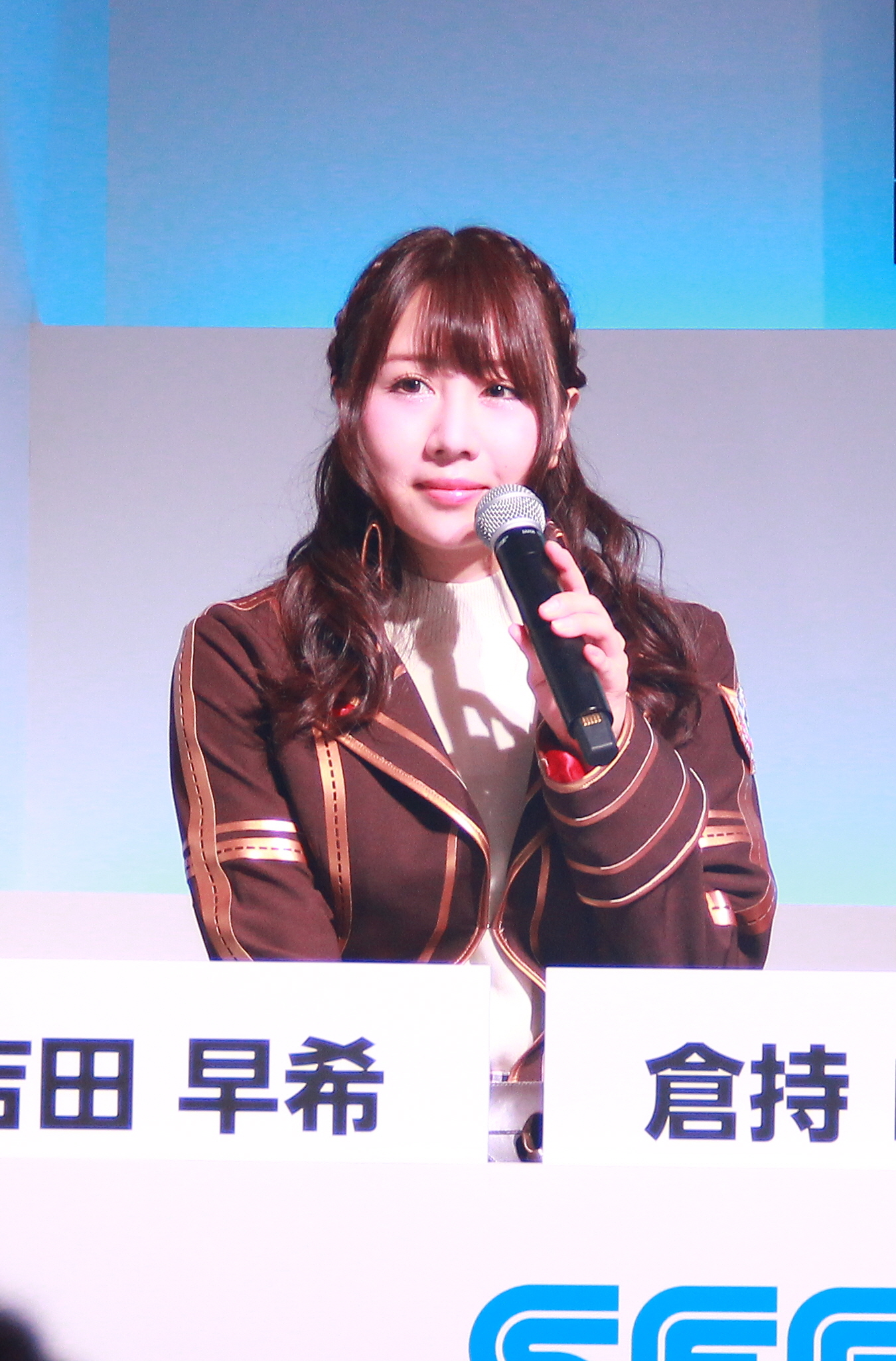
2016年撮影

2016年1月からは、「日本を元気に!グラドルと一緒に、盛り上がってこー!!」 をスローガンに活動する色んなスポーツシーンを観戦・応援して盛り上げていくグラビアアイドルによるチアリーディングチーム『グラドルチアーズ（略して「グラチア」）』のメンバーになる。
2019年1月7日、Twitter上で「2018年をもってGPRを離れる事になりました。」との報告をした。
2019年5月2日、Twitter上で「5月からPPエンタープライズさんに所属させて頂く事になりました。」との報告をした。

## 出演

### テレビ
- LOVE LOVE 大好き!!（2006年、CS日本）
- アイドルコロシアム（MONDO21）
- 私生活むきだしバラエティ「キリウリ$アイドル」（TOKYO MX）
- ワーキングデッド～働くゾンビたち～（2014年12月18日、BSジャパン）
- ゲーパラ（ビビビTV）
- テリー伊藤のアイドル潜入調査（MONDOTV）
- ギリギリアウト（NOTTV）
- ファイティングガールズ
- 東京オーディション（仮）（2015年8月17日、TOKYO MX）
- みえちゃったテレビ（2015年10月7日、フジテレビ）
- 仰天ハプニング100連発（2016年1月24日、フジテレビ）
- えなこのヤカタ（2021年11月9日 - 、テレビ愛知） - 毎月第2・第4火曜日に隔週レギュラー放送[9]

### ラジオ
- たまむすび（TBSラジオ）
- DJ Tomoaki‘s Radio Show!（下北FM）

### Vシネマ
- 巨大ヒロインMARIYA -降臨-（2006年、ZENピクチャーズ）京子役
- 巨大ヒロインMARIYA -再臨-（2006年、ZENピクチャーズ）京子役
- レモンエンジェル 実写版（2006年、ハピネット・ピクチャーズ）トモ役

### CM
- 教えてGoo!
- 『ストリートファイター×鉄拳mobile』WEB CM

### テレビアニメ
- シャドウバースF（2023年）先生役
- 勇気爆発バーンブレイバーン（2024年）シェリー・ローレン役

### Webアニメ
- 境界戦機 極鋼ノ装鬼（2023年）成海マイ役

### ボイスコミック
- テンマクキネマ（2023年）女子役

### インターネット
- ゲーパラ（2012年2月 - 、ビビビTV）
- 「のうりん」＆「銀匙」放送記念！ Hカップグラドル「吉田早希」が乳搾り体験[10]
- Oculus Rift Development KIT2[11]
- World of Tanks[12]
- M.S.S Projectの『World of Tanks』Party #4[13]
- がちあぷ！！[14]
- オンラインゲーム RED STONE「LOVE STONE ゲームで恋は生まれるのか」[15]
- 【ゲスト：吉田早希】ゲーム実況バラエティHangameLive2 第15回 SF2大会直前スペシャル[16]
- gooいまトピ[17]
- オンラインゲーム RED STONE「ゲームで恋は生まれたのか!? 波乱の展開が・・・!?」[18]
- TGS2014ウォーゲーミングジャパン戦車やめるってよ（9月21日）[19]
- 裏・顔TV！ G-Tune X インディーズゲーム[20]
- 【グラドルVSつくる女？！】この企画をやらせろ！倉持由香ちゃん吉田早希ちゃんも参戦[21]
- 日刊SPA![22]
- インカメアイドル[23]
- ダイナマイツなG-Tuneでモリモリいこう[24]
- アイなま[25]
- クロサマ感謝祭～24時間生放送～[26]
- セガ初の賞金制大会、ボーダーブレイクスクランブル「BBGP 2015」直前番組！[27]
- 宇野常寛のラジオ惑星開発委員会
- アヴァベルオンライン[28]
- P4U2[29]
- ゲーム『境界の黒翼 アサルトレイヴン』プレイ動画[30]
- ニンジャアベンジャーズPR会見[31]
- オンラインゲーム RED STONE 「10周年記念 特大生放送」[32]
- ばとるふぃーるどLAN：ハードライン＠e-sports SQUARE AKIHABARA[33]
- 【格ゲー女子会！】4/3アールの部屋特別編 ｜協力：マッドキャッツ YOUDEAL Presents [34]
- 『BB.TV LIVE #６』 「ボーダーブレイク」の魅力を余すところ無くお届け[35]
- 【闘神激突】第一･二回オンライン予選会【GGXrd】[36]
- お願いランキング （テレビ朝日）
- 倉持吉田のゆるっとあそ部

## ビデオ・DVD
- dolphin（2003年12月12日、トライアングルフォース）※ 小野彩香名義
- スイートハニー（2004年2月25日、コム・アライアンス）※ 小野彩香名義
- ぷるるん（2004年12月25日、GPミュージアムソフト）
- 看板娘（2005年6月30日、ベガファクトリー）
- ドキュ～ン!（2005年8月20日、ラインコミュニケーションズ）
- Meet the Girl vol.10 ～水着deデートしてあげる～（2006年4月26日、シーズ・ファクトリー）
- PICHI PURI SEVENTEEN（2006年6月28日、徳間ジャパン）
- 吉田早希と露天風呂でSEXY温泉デート Meet the Girl（2007年5月15日、シーズ・ファクトリー）
- ゆらり（2007年11月25日、エアーコントロール））※ 三井涼子名義
- collage 北村ひとみ×三井涼子（2008年9月19日、イーネット・フロンティア）※ 三井涼子名義
- 絶叫!!ネバーダイ〜ガールズ・シャウト30〜（2008年9月21日、マジカル）※ 三井涼子名義
- 涼風（2009年8月28日、竹書房）※ 三井涼子名義
- 純愛日和（2012年9月21日、イーネット・フロンティア）
- ファイティングガールズ7 キャットファイト 吉田早希 VS 吉原麻貴（2013年4月19日、ファイティングガールズ）
- スタープロレス MIX TAG MATCH Vol.2（2013年4月26日、エンジェルハウス）
- ファイティングガールズ7 ミックスファイト&イメージ 吉田早希（2013年5月3日、ファイティングガールズ）
- ボクのエッチなカノジョ（2014年11月15日、Picoche）
- ワーキングデッド~“特に面倒くさい"働くゾンビたち （2015年4月8日、アミューズソフトエンタテインメント）
- おねがい、早希ちゃん（2015年8月20日、ギルド）
- どっちにするの♥（2017年7月20日、ギルド）

## 書籍
- SPA!（扶桑社）
- ヤングアニマル（白泉社）
- ヤングガンガン No.6号（スクウェア・エニックス）
- 週刊プレイボーイ（集英社）
- 週刊大衆（双葉社）
- 週刊大衆ヴィーナス（双葉社）
- ヤングアニマル（白泉社）
- ヤングアニマル嵐（白泉社）
- ヤングチャンピオン
- UTB（ワニブックス）
- FLASH（光文社）
- SPA!グラビアン魂（扶桑社）
- 金のEX（大洋図書）
- 高収入求人情報マガジン ドカント
- EXMAX!special vol.90（ぶんか社）

### 写真集
- 水晶の少女 ～白桃～（2004年、ヒット出版）※ 小野彩香名義
- ムック写真集「水玉コラ娘～みずたまコラガール～」（2012年、グライドメディア）
- ＃コスプレ自画撮り部 フォト・バイブルギャンビット（2015年6月6日、ギャンビット）